# Каролінзьке мистецтво

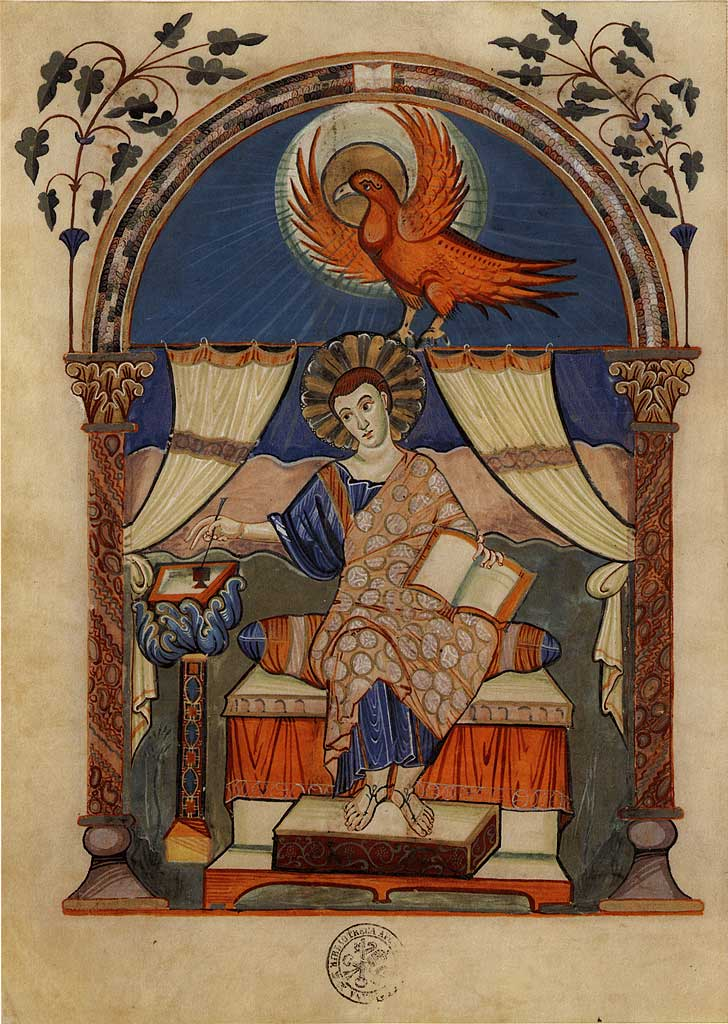
Золотий кодекс з Лорша 778–820 рр. Школа двора Карла Великого.

Каролінзьке мистецтво походить з імперії франків в періоді бл. 120 років між 780—900 роками — протягом правління Карла I Великого та його безпосередніх нащадків — відомого під назвою Каролінзьке Відродження. Предмети мистецтва вироблялись в декількох центрах (школами королівського двору та групою важливих монастирів під імперським покровительством) на території сучасних Франції, Німеччини, Австрії, північної Італії та Нижніх країн. Предмети, які збереглися до нашого часу і були вироблені в той період поза цими центрами, значно гіршої якості та меншої складності дизайну. Стиль зазнав суттєвого впливу від острівного мистецтва Британських островів (через континентальні місіонерські центри) та від ряду візантійських митців, які ймовірно були резидентами каролінзьких центрів.
Вважається, що це була перша серйозна спроба в Північній Європі відродити та перевершити класичні середземноморські форми та стилі мистецтва, наслідком чого стало змішування класичних та північних елементів в розкішному, але строгому стилі. Зокрема до мистецтва було введено північну впевненість у зображенні людських фігур. Цей стиль облаштував підґрунтя для розвитку в Західній Європі романського мистецтва та врешті і готики.
Каролінзьке мистецтво є частиною періоду в середньовічному мистецтві, що деколи називають «дороманським». Після досить хаотичного проміжку часу після каролінзького періоду, нова саксонська (оттонська) династія відновила починаючи з бл.950 року імперське мистецтво (оттонське мистецтво), що було засновано та розвивалось на базі каролінзького мистецтва.

## Огляд

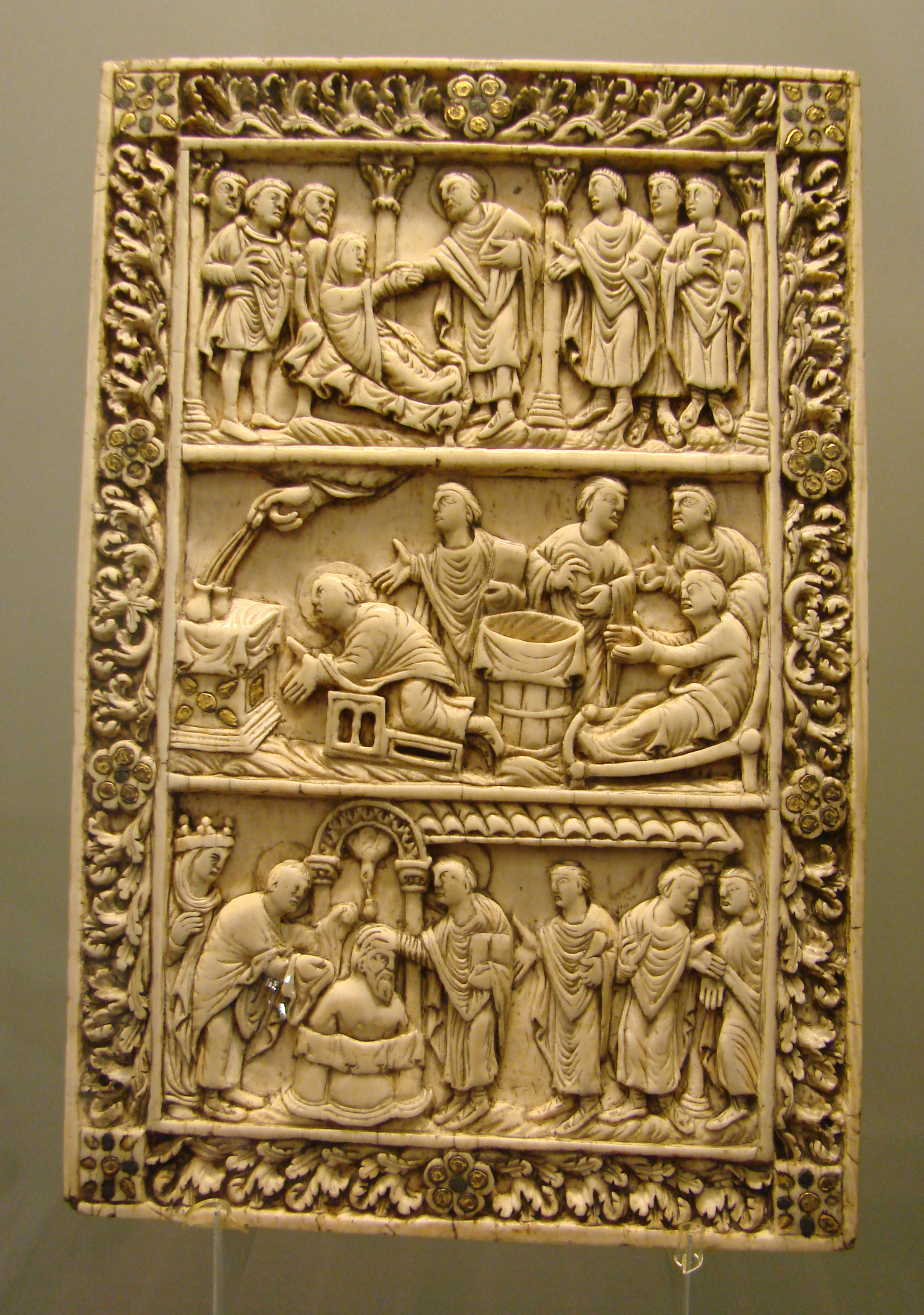
Дошка зі слонової кістки, ймовірно від обкладинки книги, Реймс IX ст., з двома сценами: з життя Святого Ремі та хрещення Хлодвіга

Після створення імперії, рівної по величині Візантійській імперії того часу та більшої за стару Західну Римську імперію, каролінзький двір ймовірно був свідомий того, що вони не мали мистецького стилю, який би міг зрівнятися з мистецтвом цих імперій або навіть з пост-античним (або «суб-античним» як його назвав Ернст Кіцінгер) мистецтвом, яке продовжувало створюватись в невеликій кількості в Римі та декількох інших центрах в Італії, яку Карл Великий знав зі своїх кампаній і де в Римі він був коронований Імператором Священної Римської імперії в 800 році.
Як символічний представник Риму він шукав шляхів відновлення (лат. renovatio) римської культури та навчання на Заході та потребував мистецтва, яке могло б розповідати історії та представляти фігури з ефективністю, яку не могло дати орнаментальне германське мистецтво періоду міграцій. Він бажав, щоб його бачили нащадком великих правителів минулого, повторити та символічно пов'язати мистецькі досягнення ранньохристиянської та візантійської культури зі своїми власними.
Однак це було більше, ніж свідоме бажання відновити античну римську культуру. Під час правління Карла Великого відбувався розкол Візантійської імперії через «перше» Візантійське іконоборство (726–787). Карл Великий підтримував постійну відмову західної церкви прийняти постулат іконоборства; наприклад в Каролінзьких книгах (Libri Carolini) викладена відповідна позиція його двору. Оскільки культурна пам'ять середземноморського язичницького ідолопоклонства не створювала перепон до зображення богів та святих, за Карла Великого з'явилася перша монументальна релігійна скульптура, важливий прецедент для західного мистецтва.
До нашого часу збереглася непогана кількість ілюмінованих манускриптів та маленьких скульптур, переважно зі слонової кістки, однак значно менше прикладів інших витворів (робот по металу, мозаїк, фресок тощо). Багато манускриптів є копіями або інтерпретаціями пізньо-античних або візантійських зразків, що майже всі зараз втрачені, і природа впливу певних зразків на окремі каролінзькі роботи є вічною темою в історії мистецтв. Крім цих впливів, кипуча енергія острівного мистецтва також вчинила свій вплив на Каролінзьке мистецтво, яке деколи використовувало прикрашання сплетіннями та більш обережно наслідувало острівне мистецтво у свободі поширення прикрашання довкола та в тексті сторінки манускрипту.
Після завершення правління Каролінгів бл. 900 року, створення високоякісних предметів мистецтва в імперії значно знизилось десь на три покоління. У другій половині X сторіччя з реформаторським рухом Клюні та відродженим духом Імперії створення мистецтва знову відновилось. З'явились нові дороманські стилі: оттонське мистецтво в Німеччині з появою нової стабільної династії, пізнє англо-саксонське мистецтво в Англії після усунення загрози вікінгів, та в Іспанії.

## Ілюміновані манускрипти

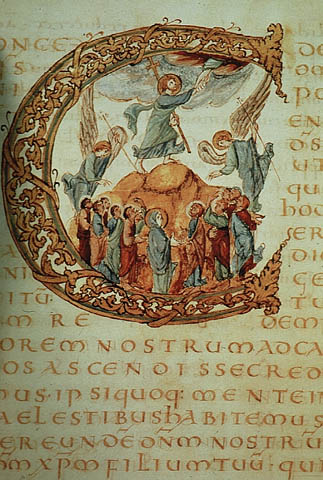
Сакраментарій Дрого, бл. 850: мистецька буквиця 'C' включає сцену Христового Вознесіння. Текст написаний золотим чорнилом

Найбільша кількість зразків каролінзького мистецтва, які збереглися до нашого часу, — це ілюміновані манускрипти. Зберігся ряд розкішних манускриптів, переважно євангелістаріїв, що прикрашені відносно невеликою кількістю мініатюр на всю сторінку, які часто є портретами євангелістів, та канонами Евсевія, що наслідує приклад острівного мистецтва Англії та Ірландії. Описові зображення і особливо цикли є рідшими, але існують, переважно зі Старого заповіту, особливо з Книги Буття; сцени з Нового Заповіту частіше можна знайти на рельєфних обкладинках зі слонової кістки. З острівного мистецтва були запозичені буквиці — перебільшені за розміром та сильно орнаментовані перші літери розділів/абзаців. Вони отримали подальший розвиток, коли наприкінці каролінзького періоду всередині буквиць почали зображати сцени. Яскравим прикладом цього є Сакраментарій Дрого.
Ці розкішні манускрипти отримували коштовні обкладинки з золота і дорогоцінного каміння і панелей з різьбленої слонової кістки, і були об'єктами престижу, що зберігались в храмі або скарбниці. Вони були зовсім іншим класом від робочих манускриптів, що зберігались в бібліотеках і де були прикрашені лише деякі буквиці та було декілька контурних малюнків чорнилом. Деякі з найрозкішніших імперських манускриптів писались на пурпуровому пергаменті.
Бернський Фізіолог (аналог слов'янських перекладів Фізіолога) є відносно рідкісним зразком світського манускрипту, однак широко проілюстрованого повністю розфарбованими мініатюрами, що лежить між двома зазначеними вище класами. Можливо він був виготовлений для приватної бібліотеки важливої і багатої людини, як і Ватиканський Теренцій. Утрехтський псалтир стоїть окремо як дуже сильно проілюстрована бібліотечна версія Псалтиря, виконана чорнилом, та майже напевно скопійована з набагато давнішого манускрипту.
Інші літургічні тексти (напр. сакраментарії) деколи також відтворювались у розкішних манускриптах, однак жодна з каролінзьких Біблій не була так само сильно декорована, як приклади з пізньої Античності, фрагменти яких збереглися. Навчальні книги, такі як теологічні, історичні, літературні та наукові твори стародавніх авторів, як правило копіювались та ілюструвались лише звичайним чорнилом, а то і зовсім не ілюструвались. Хронограф 354 року був пізньоримським манускриптом, який був скопійований в каролінзький період, хоча ця копія (Люксембурзький кодекс) була втрачена в XVII столітті.

### Центри ілюмінації

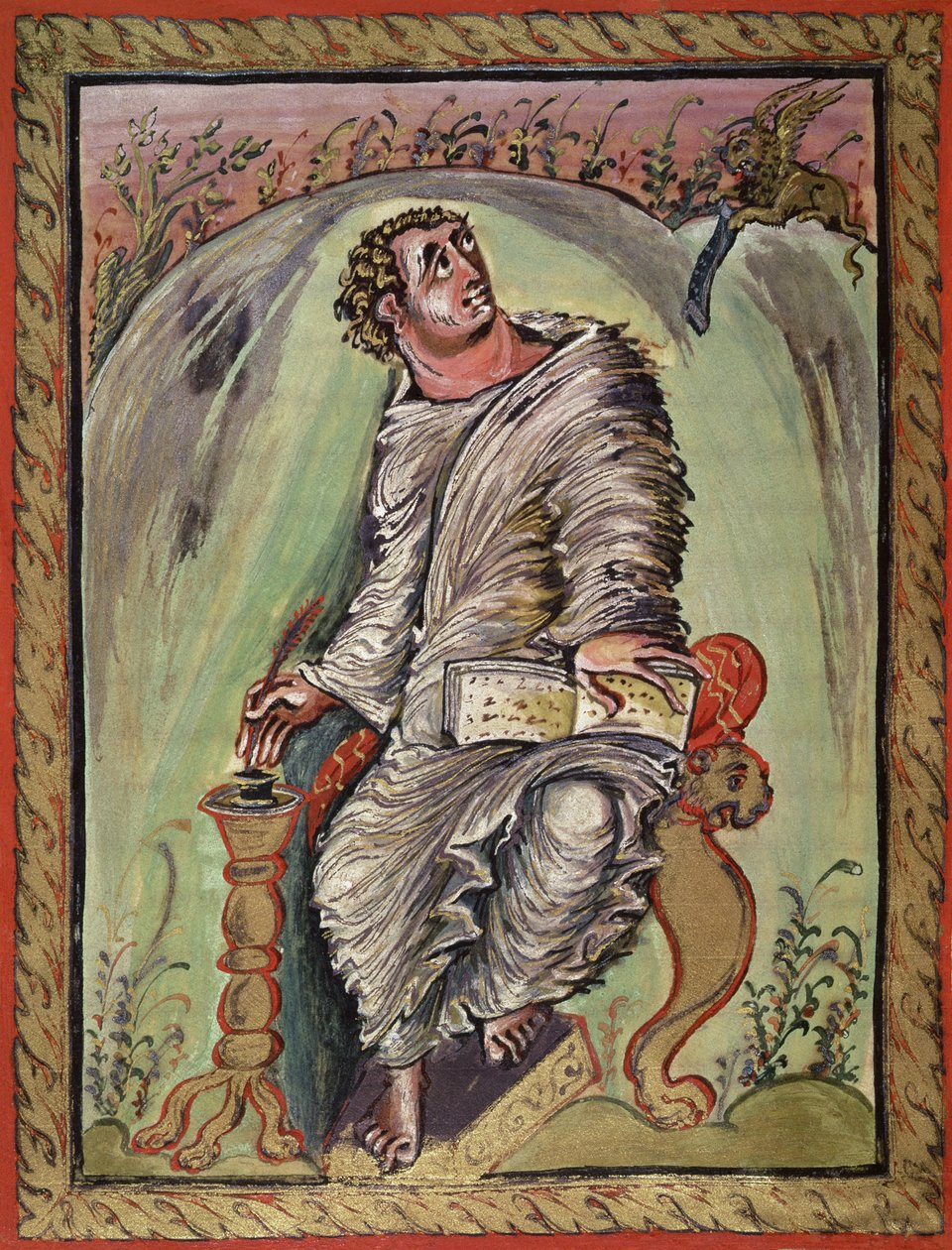
Євангеліст Марко з Євангеліє Еббона

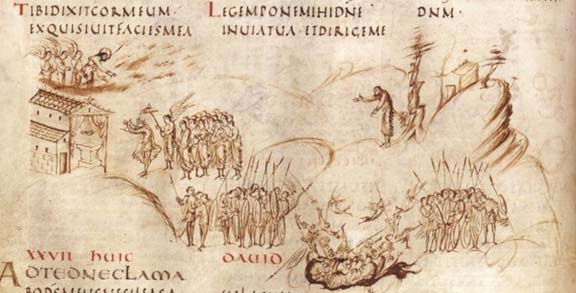
З Утрехтського псалтиря; енергійні та натуралістичні малюнки людей IX сторіччя були нововведенням і стали найвпливовішою інновацією каролінзького мистецтва на пізніші періоди

Вважається, що каролінзькі манускрипти повністю або майже повністю створювались духовенством, у декількох майстернях, розкиданих по імперії Каролінгів, кожна з яких мала свій стиль, розроблений на основі митців та впливів їх місця розташування та часу. Манускрипти часто мають написи (не обов'язково одночасні з періодом їх створення) щодо того, хто їх замовив і до якого храму чи монастиря вони були віддані, однак дуже мало імен, дат та місць їх створення. Вчені приписують і пере-приписують манускрипти, що збереглися, до певних майстерень, але на цей час їх суперечки щодо цього переважно припинилися. Першою зі створених майстерень вважається придворна школа Карла Великого; потім майстерня в реймському стилі, що під час каролінгського періоду став найвпливовішим; турський стиль; стиль Дрого; та придворна школа Карла Лисого. Це були найбільші центри, хоча існували і інші, які характеризуються за витворами мистецтва, які були там створені.
Придворна школа Карла великого (також відома як Школа Ади) створила одні з найранішніх манускриптів періоду, такі як Євангелістарій Ґодескалька (781—783); Золотий кодекс з Лорша (778–820); Євангелія Ади; Євангелістарій Св.Медара Суассонського; Золоте Євангеліє Харлі (800–820) та Коронаційний Євангелістарій; на сьогодні до неї відносять десять манускриптів з тих, що збереглися. Манускрипти придворної школи були багато оздоблені та показні і нагадували витвори з слонової кістки та мозаїки VI сторіччя з міста Равенна, Італія. Вони були найранішніми каролінзькими манускриптами та сприяли відновленню римського класицизму, однак все ще містили традиції мистецтва періоду Міграції (меронвізького та острівного) в своїй практично лінійній презентації, без думки про об'єм та просторові відносини.
На початку IX сторіччя архієпископ Еббон Реймський зібрав митців в Овілле (біля Реймсу) та перетворив Каролінзьке мистецтво на щось зовсім нове. Євангеліє Еббона (816–835) розмальовано швидкими, свіжими і яскравими мазками, показуючи натхнення та енергію, невідомі в класичних середземноморських формах. Інші книги, що асоціюються з Реймською школою, включають Утрехтський псалтир, що ймовірно був найважливішим з усіх каролінзьких манускриптів, та Бернський Фізіолог, найраніше видання латиною християнського алегоричного тексту про тварин. Виразні малюнки Реймської школи, особливо в Утрехтському псалтирі з його натуралістичними малюнками фігур, здійснювали вплив на північне середньовічне мистецтво декілька століть, до романського періоду включно.
Інший стиль розвинувся в монастирі Святого Мартіна Турського, де ілюструвались великі за розміром Біблії на основі пізньоантичних біблійних ілюстрацій. Було створено три великі турські біблії, остання та найкраща з яких — в 845/846 для Карла Лисого, яка називається Біблія Вівіана. Турська школа припинила своє існування з вторгненням норманів в 853, однак її стиль залишив відбиток на інших центрах імперії Каролінгів.
Ще одним центром каролінзького мистецтва була єпархія Меца. Між 850 та 855 роками був створений сакраментарій для єпископа Дрого, який називається Сакраментарій Дрого. Ілюміновані ілюстровані та орнаментовані буквиці (дивись зображення у цій статті) мали вплив до романського періоду включно та є гармонійним поєднанням класичного написання літер з уявними сценами.
Друга половина IX століття продовжила традиції першої — було створено деяку кількість багато прикрашених Біблій для Карла Лисого, що поєднували форми пізньої античності з реймським та турським стилями. Саме в цей час на півночі Франції з'явився франко-саксонський стиль, що додатково до зазначених інтегрував в себе гіберно-саксонське переплетіння та пережив інші каролінзькі стилі у наступне сторіччя.
Карл Лисий, як і його дід, також створив придворну школу. Її місце розташування точно не визначено, однак їй приписують декілька манускриптів, серед яких Золотий Кодекс Св.Еммерама (870) є найпізнішим та найвидовищнішим. Він містив турські та реймські елементи, однак змішані з більш офіційним стилем манускриптів придворної школи Карла Великого.
Зі смертю Карла Лисого покровительство створенню манускриптів занепало, що було початком кінця, однак деяка робота ще трохи продовжувалась. Так, монастир Святого Галла створив Псалтир Фолчарда (872) та Золотий Псалтир (883). Цей галленський стиль був унікальним, однак не мав того рівня індивідуальної технічної майстерності, що була присутня в інших регіонах.

## Скульптура і робота по металу

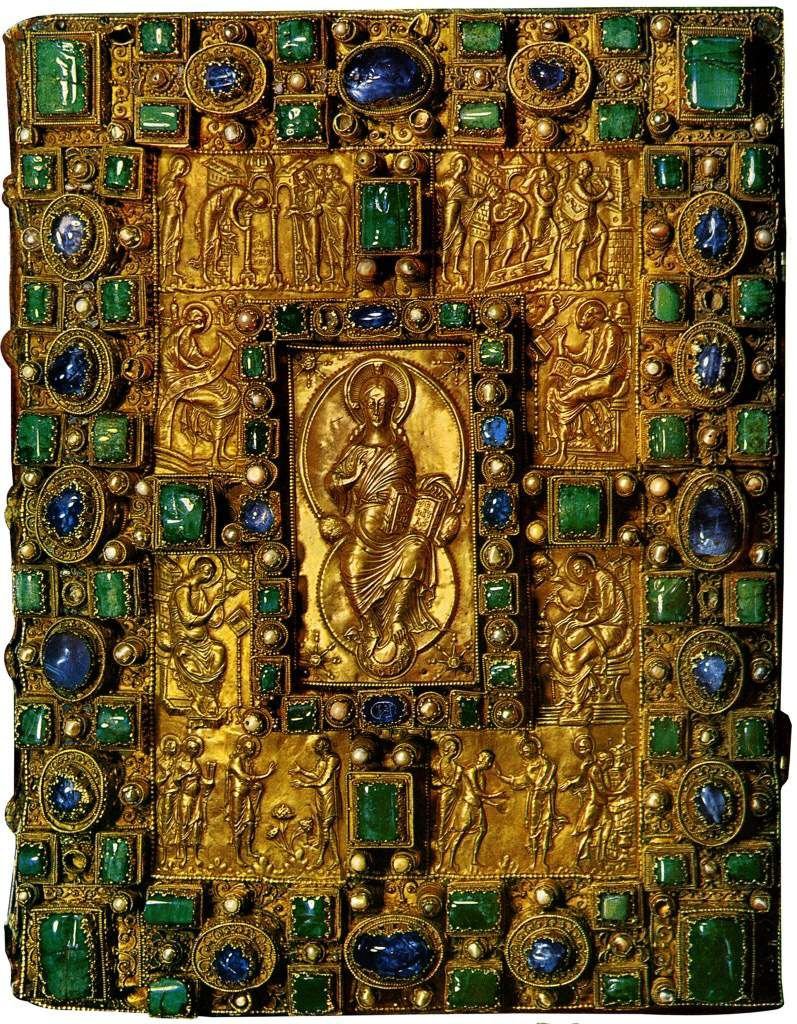
Інкрустована дорогоцінним камінням обкладинка Золотого Кодексу Св. Еммерама, 870

Розкішні каролінзькі манускрипти були призначені для отримання коштовних обкладинок, покритих дорогоцінним металом, інкрустовані коштовним камінням довкола центральних різьблених панелей зі слонової кістки. Часто ці обкладинки дарувалися через деякий час після завершення манускрипту. Цілими збереглися лише декілька таких обкладинок, однак багато панелей зі слонової кістки існують окремо, після того як обкладинки були поламані задля їх складових. Предметом зображень на панелях часто були описові релігійні сцени, розташовані в вертикальних секціях, в цілому позичені з пізньоантичних картин та рельєфів. Але також існували і сцени з більш ієратичними зображеннями, позиченими з консульських диптихів та іншого імперського мистецтва, наприклад перед та зад обкладинки Лоршського кодексу, які адаптувати імперський тріумф VI сторіччя до тріумфу Христа та Діви Марії.
Важливими прикладом роботи по золоту каролінзького періоду є верхня обкладинка Євангеліє Ліндау; обкладинка Золотого кодексу Св. Еммерама, яка може бути точно датована 870 роком, ймовірно з тої ж самої майстерні, однак у стилі є різниця. Ця майстерня асоціюється з Карлом Лисим та часто називається його «палацовою школою». Її розташування (якщо воно навіть було в постійному місці) залишається непевним та широко дискутованим, однак найімовірнішим є Абатство Сен-Дені. Ківорій Арнульфа (швидше мініатюрний ківорій, ніж дароносиця), зараз у музеях Мюнхенської резиденції, — це третя найголовніша робота в цій групі; всі три мають тонко виконані рельєфні фігури з карбованого золота. Ще одна робота, яка асоціюється з цією майстернею — окантовка античного серпентинового блюда, що зберігається в Луврі. Сучасні науковці вважають Євангеліє Ліндау та Ківорій Арнульфа ближчими до один одного, ніж Золотий кодекс до будь-якого з них.
Карл Великий також відродив великорозмірне бронзове лиття, коли створив ливарню в Аахені, яка відлила двері для його палацової капели, що імітували римський дизайн. В капелі також було (зараз втрачене) розп'яття в натуральний розмір з фігурою Христа, покритою золотом. Це перша відома робота такого типу, який став важливою рисою середньовічного храмового мистецтва. Фігура була ймовірно дерев'яною та механічно позолоченою, як оттонська Золота Мадонна Ессену.
Одним з найкращих зразків роботи каролінзьких майстрів по золоту є Золотий вівтар [Архівовано 7 грудня 2014 у Wayback Machine.](824—859), також відомий як Паліотто, в базиліці Св. Амвросія в Мілані. Чотири сторони вівтаря прикрашені зображеннями, викарбуваними по золоту та сріблу, оточеними окантовкою з філіграні, коштовного каміння та емалі.
Лотарський кришталь, середина IX століття, — один з найбільших в групі з бл.20 гравірованих шматків гірського кришталю, які збереглися до нашого часу; на ньому багато фігур у декількох сценах з незвичного сюжету — історії «Сюзанна та старці» з Книги пророка Даниїла (додаткові глави).

## Мозаїки та фрески

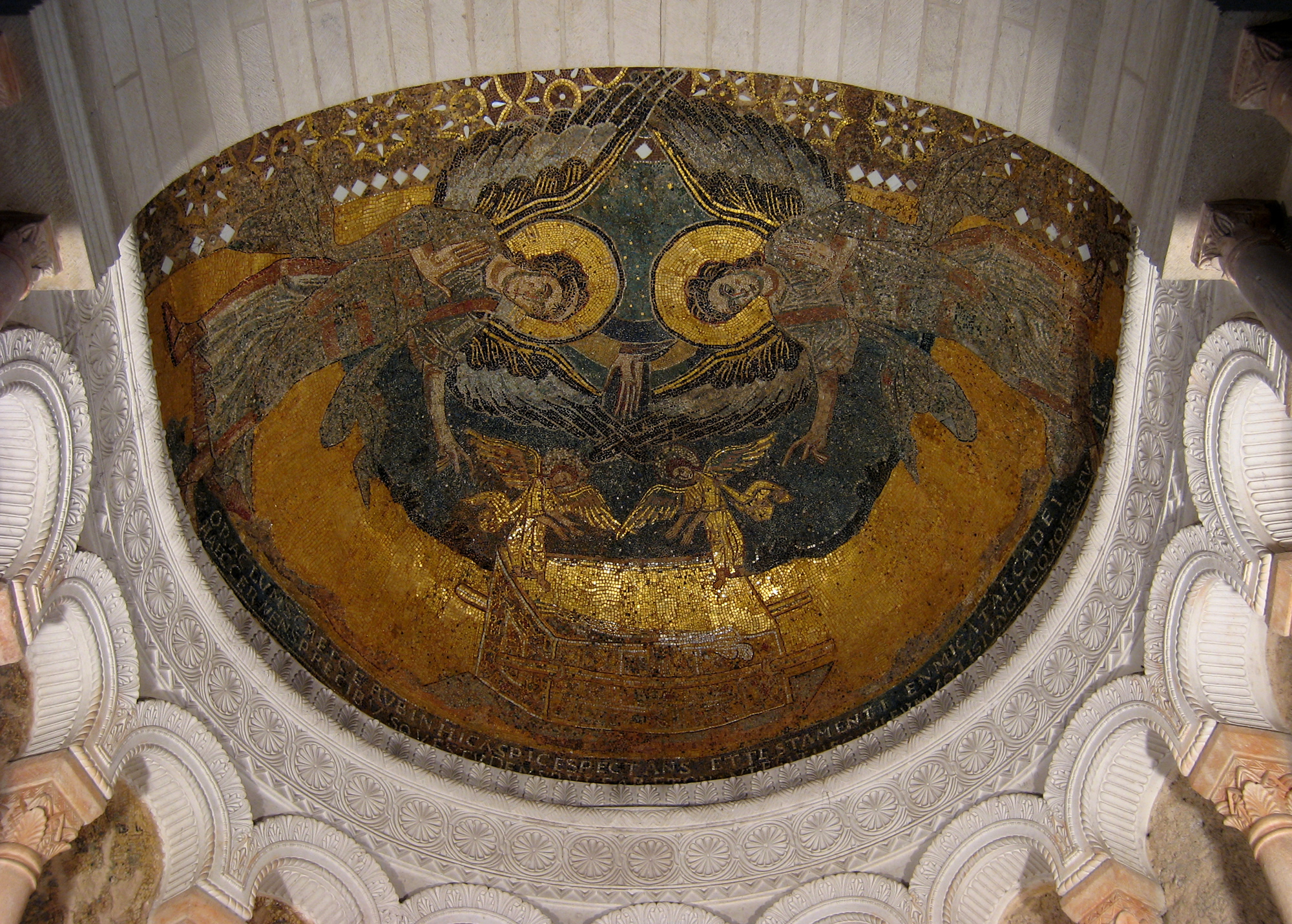
Мозаїка «Ковчег Заповіту», Жерміньї-де-Пре, бл. 806, але реставрована. Сцена ймовірно скопійована з ілюмінованих юдейських біблій, та пов'язана з Libri Carolini, ймовірно написані Теодульфом, в яких Ковчег вважається божественним схваленням релігійних зображень.

Мозаїка, яка існувала в палацовій капелі в Аахені, зображувала Христа на троні, якому поклоняються символи Євангелістів та двадцять чотири старці Апокаліпсису. Мозаїка на сьогодні втрачена. Однак збереглася (сильно реставрована) мозаїка в апсиді ораторіуму в Жерміньї-де-Пре (806), на якій зображений Ковчег Заповіту, оточений ангелами. Мозаїка була знайдена в 1820 році під шаром штукатурки.
Вілла, частиною якої був ораторіум, належала ключовому соратнику Карла Великого, єпископу Теодульфу. Вона була зруйнована в тому ж столітті, однак відомо, що в ній були фрески Семи вільних мистецтв, чотирьох пір року та Mappa Mundi. З письмових джерел відомо про інші фрески в храмах та палацах, майже всі з яких повністю втрачені. Палац Карла Великого в Аахені містив фрески на стінах з зображеннями Вільних мистецтв та описових сцен його війни в Іспанії. Палац Людовика Благочестивого в Інгельхаймі містив історичні зображення сцен з античності до періоду Карла Великого, а в палацовому храмі були типологічні сцени зі Старого та Нового Заповітів в порівнянні одна з одною.
Фрагменти фресок збереглися у (релігійних) будівлях в містах Осир, Кобленц, Лорш, Кельн, Фульда, Корвей, Трір, Мюстаїр, Маллес-Веноста, Натурно, Чивідале-дель-Фріулі, Брешія та Мілан.

## Сполії

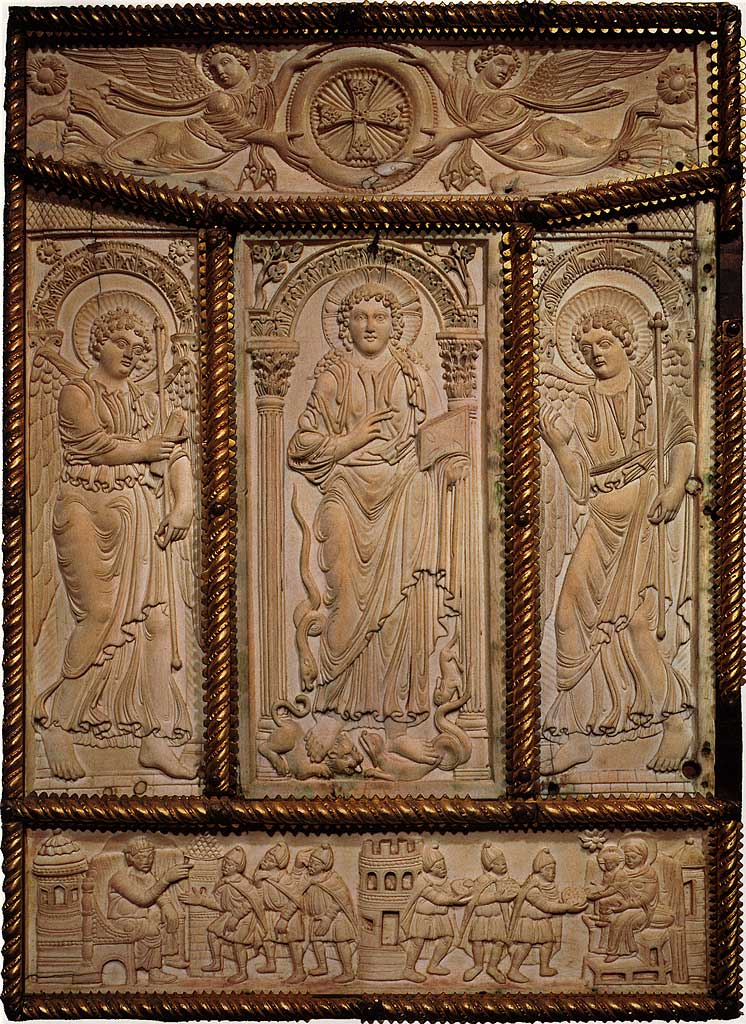
Золотий кодекс з Лорша. Обкладинка книги зі слонової кістки. Імперські сцени Пізньої Античності були адаптовані до християнської теми.

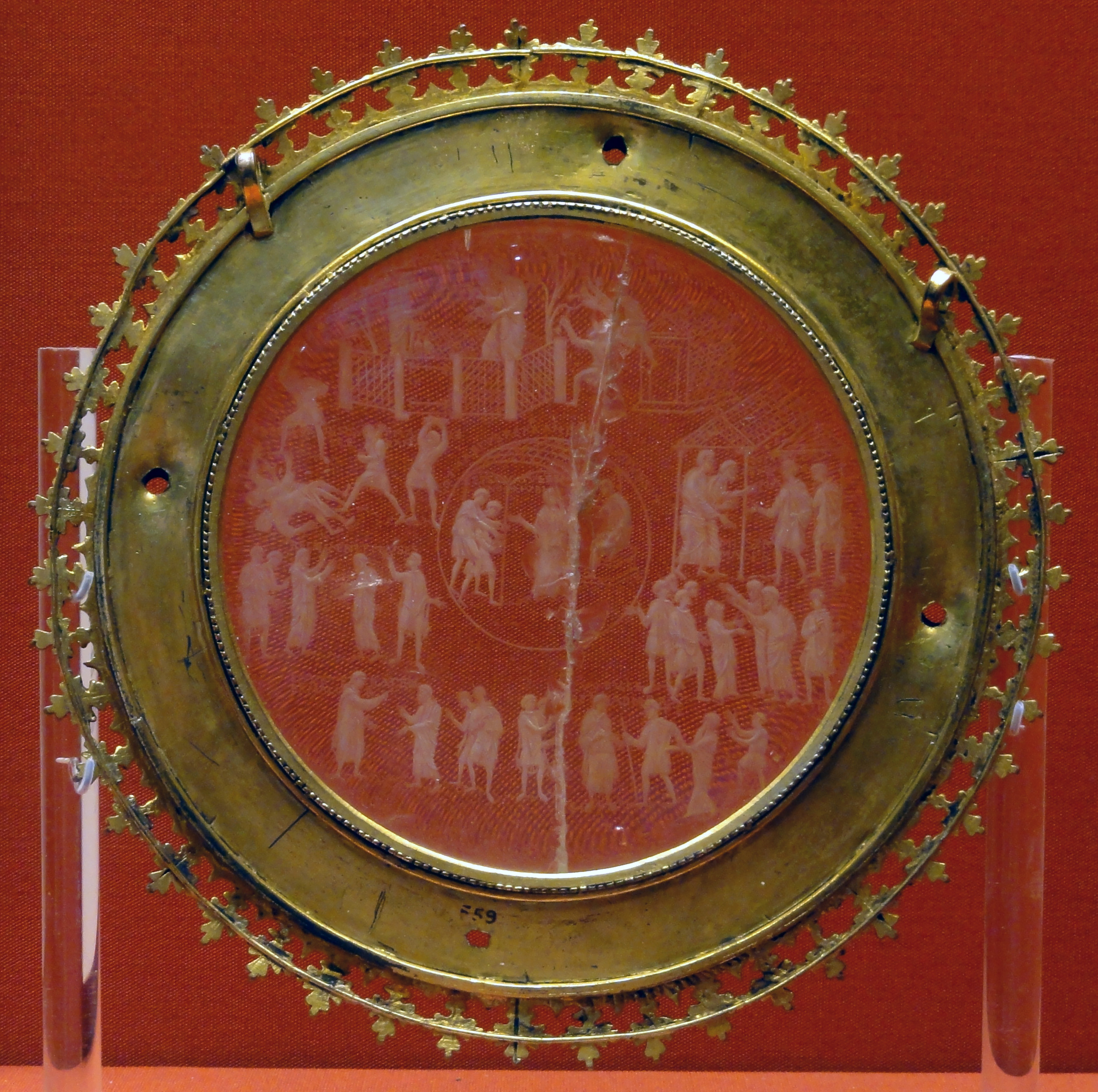
Лотарський кришталь, середина 9-го сторіччя

Сполії (лат. spolia) — це латинський за походженням термін для «трофеіїв», що означає брати або відбирати стародавнє монументальне або інше мистецтво для нового використання або місця знаходження. Відомо, що в каролінзький період з Риму на північ було привезено багато мармурових виробів (скульптур) та колон.
Ймовірно найвідомішим прикладом каролінзьких сполій є оповідь про статую вершника. В Римі Карл Великий побачив кінний монумент Марку Аврелію біля Латеранського палацу. Це була єдина вціліла статуя дохристиянського римського імператора, бо на той час існувала помилкова думка, що це статуя імператора Костянтина, а тому вона вважалась дуже цінною. І Карл Великий привіз кінну статую з Равенни, яка тоді вважалась статуєю Теодоріха Великого, до Аахену, для того, щоб у нього була статуя, рівна статуї «Костянтина» в Римі.
Античні геми також повторно використовувались для різних цілей, не звертаючи особливої уваги на їх первинну іконографію.